# Pitiriasi rosea
La pitiriasi rosea (di Gibert) è una dermatosi benigna caratterizzata da un decorso lento e un quadro clinico specifico.  Fu descritta per la prima volta nel 1860 dal francese Camille-Melchior Gibert (1797-1866).

## Epidemiologia
Colpisce soprattutto soggetti giovani (10-35 anni, negli ultimi anni però si sono verificati casi anche in età più avanzata), per lo più nei mesi primaverili e autunnali.

## Eziologia
L'eziologia è sconosciuta. Tuttavia la presentazione clinica e le reazioni immunologiche suggeriscono che alla base del disturbo vi possa essere una possibile infezione virale. Alcuni autori ritengono che possa essere correlata a una riattivazione di una infezione da herpes virus, in particolare i ceppi 6 e 7, che possono causare la roseola infantum durante l'infanzia.

## Clinica
La malattia compare senza nessun prodromo e senza altri sintomi con l'esclusione delle caratteristiche manifestazioni cutanee. Il periodo di osservazione dell'insorgenza si nota maggiormente durante i cambi stagionali, esposizione prolungata ad agenti in ambito lavorativo (polveri, particelle varie, ecc.) che vanno a determinare una secchezza particolare della cute.
Colpisce il busto, gli arti superiori e il cuoio capelluto; raramente il volto, gli arti inferiori, e i genitali. Si determina la formazione della prima "macchia" dapprima rosea detta "madre", dove le lesioni definite "a medaglione" sono di forma ovalare con eritema e desquamazione, i limiti sono netti e i bordi della lesione sono appena rilevati. C'è una risoluzione centrale. In seguito, dopo qualche settimana, vi è un ispessimento e secchezza con la "maturazione" del punto interessato. Il colore si intensifica per poi regredire rimanendo tuttavia la particolare mancanza di elasticità e idratazione del sito. La "macchia madre" assume un decorso "pulsante" e col passare del tempo altre macchie si susseguono a dislocazione casuale, le quali una volta "maturate" scompaiono, pur rimanendo quella madre.
Le manifestazioni cutanee si riscontrano nel tronco, collo e terzo superiore degli arti superiori. Esistono inoltre manifestazioni cliniche riguardanti morfologia e topografia delle lesioni atipiche.

### Diagnostica
I dermatologi spesso pongono la diagnosi solo su base clinica. Se la diagnosi non è chiara possono essere eseguiti alcuni esami per fare diagnosi differenziale ed escludere alcune condizioni simili: ad esempio la malattia di Lyme, la psoriasi guttata, l'eczema nummulare o discoide, l'eritema fisso da farmaci, la tinea corporis e la pitiriasi versicolor (micosi cutanee), la dermatite seborroica (clinicamente distinguibile grazie alle peculiari squame untuoso-giallastre) e altri esantemi virali.
La biopsia delle lesioni permette di evidenziare eritrociti fuoriusciti dai vasi e localizzati all'interno di papille dermiche, così come cellule discheratosiche all'interno del derma.

## Trattamento
Tende all'autorisoluzione e non esiste una vera e propria terapia. Si consigliano l'uso di detergenti a pH leggermente acido, e con elevata idratazione. Regredisce in pochi mesi, per poi a volte ritornare. L'esposizione alla luce solare sembra accelerare la risoluzione della malattia. 
Sono da utilizzare delle semplici precauzioni per evitare che la pitiriasi rosea possa condurre a ulteriori problematiche collaterali. È assolutamente da evitare grattare la pelle per il prurito ma piuttosto utilizzare delle creme emollienti.
Il farmaco antivirale aciclovir sembra ridurre la durata e la gravità del disturbo.
A volte, soprattutto nei bambini può essere utile il talco mentolato per lenire il prurito. Infine è sconsigliato assolutamente la somministrazione di cortisonici per via sistemica perché possono aggravare il quadro clinico della patologia che si manifesta una volta sola nella vita.